# Bremen Sebaldsbrück
Bremen Sebaldsbrück – przystanek kolejowy w Bremie, w Niemczech. Przystanek posiada 1 peron.